# Joseph Belot de La Digne
Joseph Belot de La Digne est un homme politique français né le 20 janvier 1738 à La Bastide-sur-l'Hers (Ariège) et mort le 30 octobre 1807 à La Digne (Aude).

## Biographie
Colonel de cavalerie sous l'Ancien régime, il est député de l'Aude de 1791 à 1792.